# Morval (Jura)
Pour les articles homonymes, voir Morval.
Morval est une ancienne commune française du département du Jura. En 1973, la commune fusionne avec Andelot-lès-Saint-Amour pour former la commune de Andelot-Morval.

## Histoire
En 1973, la commune fusionne avec Andelot-lès-Saint-Amour sous la commune de Andelot-Morval. La commune possède le statut de commune associée.

## Démographie
L'évolution du nombre d'habitants est connue à travers les recensements de la population effectués dans la commune depuis 1793. Pour les communes de moins de 10 000 habitants, une enquête de recensement portant sur toute la population est réalisée tous les cinq ans, les populations de référence des années intermédiaires étant quant à elles estimées par interpolation ou extrapolation. Pour la commune, le premier recensement exhaustif entrant dans le cadre du nouveau dispositif a été réalisé en 2007.

En 2016, la commune comptait 29 habitants.
| 1793 | 1800 | 1806 | 1821 | 1831 | 1836 | 1841 | 1846 | 1851 |
| ---- | ---- | ---- | ---- | ---- | ---- | ---- | ---- | ---- |
| 106  | 141  | 132  | 114  | 116  | 123  | 111  | 107  | 99   |

| 1856 | 1861 | 1866 | 1872 | 1876 | 1881 | 1886 | 1891 | 1896 |
| ---- | ---- | ---- | ---- | ---- | ---- | ---- | ---- | ---- |
| 106  | 88   | 79   | 77   | 66   | 75   | 62   | 56   | 65   |

| 1901 | 1906 | 1911 | 1921 | 1926 | 1931 | 1936 | 1946 | 1954 |
| ---- | ---- | ---- | ---- | ---- | ---- | ---- | ---- | ---- |
| 53   | 50   | 60   | 47   | 48   | 46   | 62   | 42   | 23   |

| 1962 | 1968 | 2016 | - | - | - | - | - | - |
| ---- | ---- | ---- | - | - | - | - | - | - |
| 29   | 35   | 29   | - | - | - | - | - | - |

## Pour approfondir